# Uit oude Grond
Uit Oude Grond é um álbum da banda neerlandesa, de folk metal, Heidevolk, lançado em 2010.

## Faixas
| N.º | Título                                                                       | Duração |  |
| 1.  | "Nehalennia"                                                                 | 05:19   |  |
| 2.  | "Ostara"                                                                     | 04:39   |  |
| 3.  | "Vlammenzee" ("Sea of Flames")                                               | 03:57   |  |
| 4.  | "Een Geldersch lied" ("A Gueldrian Song")                                    | 04:09   |  |
| 5.  | "Dondergod" ("God of Thunder")                                               | 04:04   |  |
| 6.  | "Reuzenmacht" ("Giants' Might")                                              | 05:19   |  |
| 7.  | "Alvermans wraak" ("Revenge of the Alverman")                                | 05:13   |  |
| 8.  | "Karel van Egmond, hertog van Gelre" ("Charles of Egmond, Duke of Guelders") | 05:16   |  |
| 9.  | "Levenslot" ("Fate of Life")                                                 | 04:26   |  |
| 10. | "Deemstering" ("Dusk")                                                       | 03:14   |  |
| 11. | "Beest bij nacht" ("Beast by Night")                                         | 04:48   |  |

## Créditos
- Mark Bockting - vocal
- Jesse Vuerbaert - vocal
- Joost Westdijk - bateria
- Rowan Middelwijk - baixo
- Sebas Bloeddorst - guitarra, mandolim, megafone, harpa de judeu
- Reamon Bloem - guitarra
- Joris Boghtdrincker - vocal

Participações
- Dick Kemper - vocal
- Elianne Anemaat - violoncelo
- Irma Vedelaer - violino, viola
- Nico Neusbeul - vocal

Produção
- Dick Kemper - mixagem